# Agrostis meionectes
Agrostis meionectes är en gräsart som beskrevs av Joyce Winifred Vickery. Agrostis meionectes ingår i släktet ven, och familjen gräs. Inga underarter finns listade i Catalogue of Life.